# Samurajens döttrar
Samurajens döttrar är en bokserie av Maya Snow, pseudonym för Helen Hart som handlar och systrarna Kimi och Hana. Utspelar sig i 1200-talets Japan. 
I första boken, Mästarens skola, får Kimi och Hana fly från sin onde farbror Hidehira som under en längre tid planerat ett mord på hela familjen, främst hans lillebror som visade sig vara en mycket skickligare samuraj än brodern och fick därför ta över all makt i området. De båda systrarna kommer till mästare Goku’s samuraj skola. Kimis och Hanas lillebror och mamma har flytt åt ett annat håll och den enda chansen att ta tillbaka familjens ära är att besegra Hidehira och låta brodern ta över efter sin ädle far.